# Guodian (köpinghuvudort i Kina, Shaanxi, lat 34,46, long 107,43)
Guodian är en köpinghuvudort i Kina. Den ligger i provinsen Shaanxi, i den nordvästra delen av landet, omkring 140 kilometer väster om provinshuvudstaden Xi'an. Antalet invånare är 25 146. Befolkningen består av 12 452 kvinnor och 12 694 män. Barn under 15 år utgör 14,0 %, vuxna 15-64 år 75 %, och äldre över 65 år 9,0 %.
Runt Guodian är det ganska tätbefolkat, med 239 invånare per kvadratkilometer. Närmaste större samhälle är Fengxiang Chengguanzhen, 8,0 km norr om Guodian. Trakten runt Guodian består till största delen av jordbruksmark.
Genomsnittlig årsnederbörd är 754 millimeter. Den regnigaste månaden är september, med i genomsnitt 159 mm nederbörd, och den torraste är december, med 2 mm nederbörd.